# Пісні моря
«Пісні моря» — радянсько-румунський музичний фільм-ревю. На початку 1970-х отримав в СРСР велику популярність завдяки пісням Темістокле Попи (російський текст Роберта Рождественського) і чарівності румунського актора і співака Дана Спетару, який зіграв у дуеті з Наталією Фатєєвою (за неї за кадром співала Лариса Мондрус). У 1971 році була випущена платівка з 4 піснями з фільму.

## Сюжет
Самодіяльний музичний колектив румунських студентів з міста Констанца збирається потрапити на Сочинський фестиваль, але вони не знають тексту обов'язкової пісні. Тим часом текст обов'язкової пісні кочує по всій країні через те, що його викрав якийсь чоловік з одного московського архіву. Невдовзі Ніна Денисова (Наталія Фатєєва), представник Сочинського фестивалю, приїжджає в те місто (в Констанцу), де перебував сам ансамбль, керований студентом Міхаєм (Дан Спетару). Ніна сподобалася Міхаю, і в сюжет вплітається любовна історія. У поїздці на поїзді в Бухарест Міхай дізнався мелодію обов'язкової пісні, підслухавши бандитів-скрипалів по сигналу Ніни («Це обов'язкова пісня»), вивчивши її напам'ять і продиригувавши її для своєї команди. Журі одноголосно вирішило висунути ций студентський гурт на фестиваль в Сочі. Перед поїздкою в Сочі у Міхая з Ніною сталася тимчасова сварка через Сільвію, однією з учасниць ансамблю. На теплоході всі герої відправляються в Сочі, де і повинен відбутися фестиваль.

## В ролях
- Дан Спетару — Міхай
- Наталія Фатєєва — Ніна Денисова
- Йон Дікісяну — Ганя, гангстер
- Штефан Беніке — Мітаке
- Еміль Хоссу — Павло
- Думітру Кеса — Спіраке
- Валентина Куценко — секретар, що рахує в комісії голоси
- Река Надь — Сільвія
- Петер Паульхофер — Тома
- Штефан Сіляну — Горе
- Марина Лобишева — третя студентка
- Людмила Смарагдова — четверта студентка

## Знімальна група
- Автори сценарію: Борис Ласкін, Франчіск Мунтяну
- Режисер: Франчіск Мунтяну
- Оператори:  Олександр Шеленков, Іоланда Чен-Ю-Лан
- Художники: Джуліо Тінчу, Неллі Мерола
- Композитори: Темістокле Попа, Марк Фрадкін